# Amicizia franco-tedesca
L'amicizia franco-tedesca (in francese Amitié franco-allemande; in tedesco Deutsch-französische Freundschaft) è un concetto diplomatico franco-tedesco nato nel secondo dopoguerra. La seconda guerra mondiale fu il terzo conflitto in meno di un secolo tra Francia e Germania. Per evitare un'altra guerra e porre fine al revanscismo, entrambi i paesi intrapresero grandi sforzi per riconciliarsi.
L'asse franco-tedesco si è sviluppato in parallelo all'Unione europea, avendo sempre avuto la coppia franco-tedesca un ruolo trainante nella costruzione europea. Il Trattato dell'Eliseo ha formalizzato il processo di riconciliazione.

## Storia

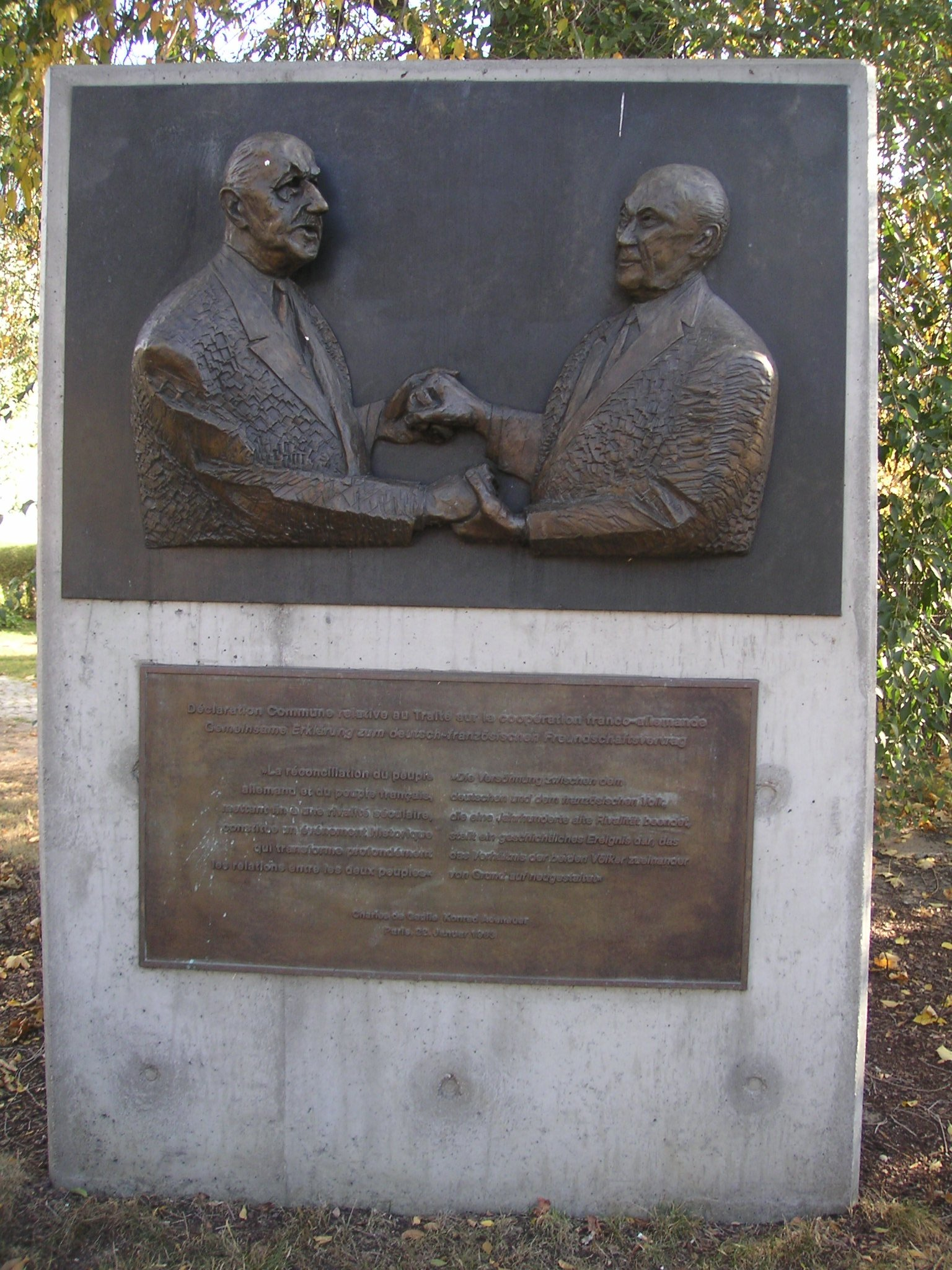
Monumento commemorativo di Charles de Gaulle e Konrad Adenauer

Nel 1963, il presidente francese Charles de Gaulle e il cancelliere della Germania Ovest Konrad Adenauer firmarono il trattato dell'Eliseo, trasformando in realtà la cooperazione franco-tedesca. Dal momento della firma del trattato, diverse città, scuole, regioni e università hanno stabilito contatti tra loro e l'Office franco-allemand pour la jeunesse (OFAJ; "Ufficio franco-tedesco per la gioventù") ha consentito a milioni di giovani di partecipare agli scambi. Dal 1999, secondo quanto stabilito dal Trattato di Weimar firmato nel 1997, l'Université franco-allemande (UFA; Università franco-tedesca) sostiene i contatti educativi tra gli istituti di istruzione superiore tedeschi e francesi. Il trattato consente inoltre agli studenti francesi e tedeschi di svolgere parte dei loro studi in entrambi i paesi, nonché ai ricercatori di condividere le proprie conoscenze.
L'amicizia franco-tedesca è sempre stata un motore nella costruzione della cooperazione europea dopo la seconda guerra mondiale.

## Le "coppie" franco-tedesche
L'esistenza di un "motore franco-tedesco" o di una "coppia franco-tedesca" è stata spesso rafforzata dalle buone relazioni mantenute dal cancelliere federale tedesco e dal presidente della Repubblica francese:
- Konrad Adenauer e Charles de Gaulle (1959–1963)
- Ludwig Erhard e Charles de Gaulle (1963–1966)
- Kurt Georg Kiesinger e Charles de Gaulle (1966–1969)
- Willy Brandt e Georges Pompidou (1969–1974)
- Helmut Schmidt e Valéry Giscard d'Estaing (1974–1981)
- Helmut Kohl e François Mitterrand (1982–1995)
- Helmut Kohl e Jacques Chirac (1995–1998)
- Gerhard Schröder e Jacques Chirac (1998–2005)
- Angela Merkel e Jacques Chirac (2005–2007)
- Angela Merkel e Nicolas Sarkozy (2007–2012)
- Angela Merkel e Francois Hollande (2012–2017)
- Angela Merkel e Emmanuel Macron (2017–2021)
- Olaf Scholz e Emmanuel Macron (2021–)

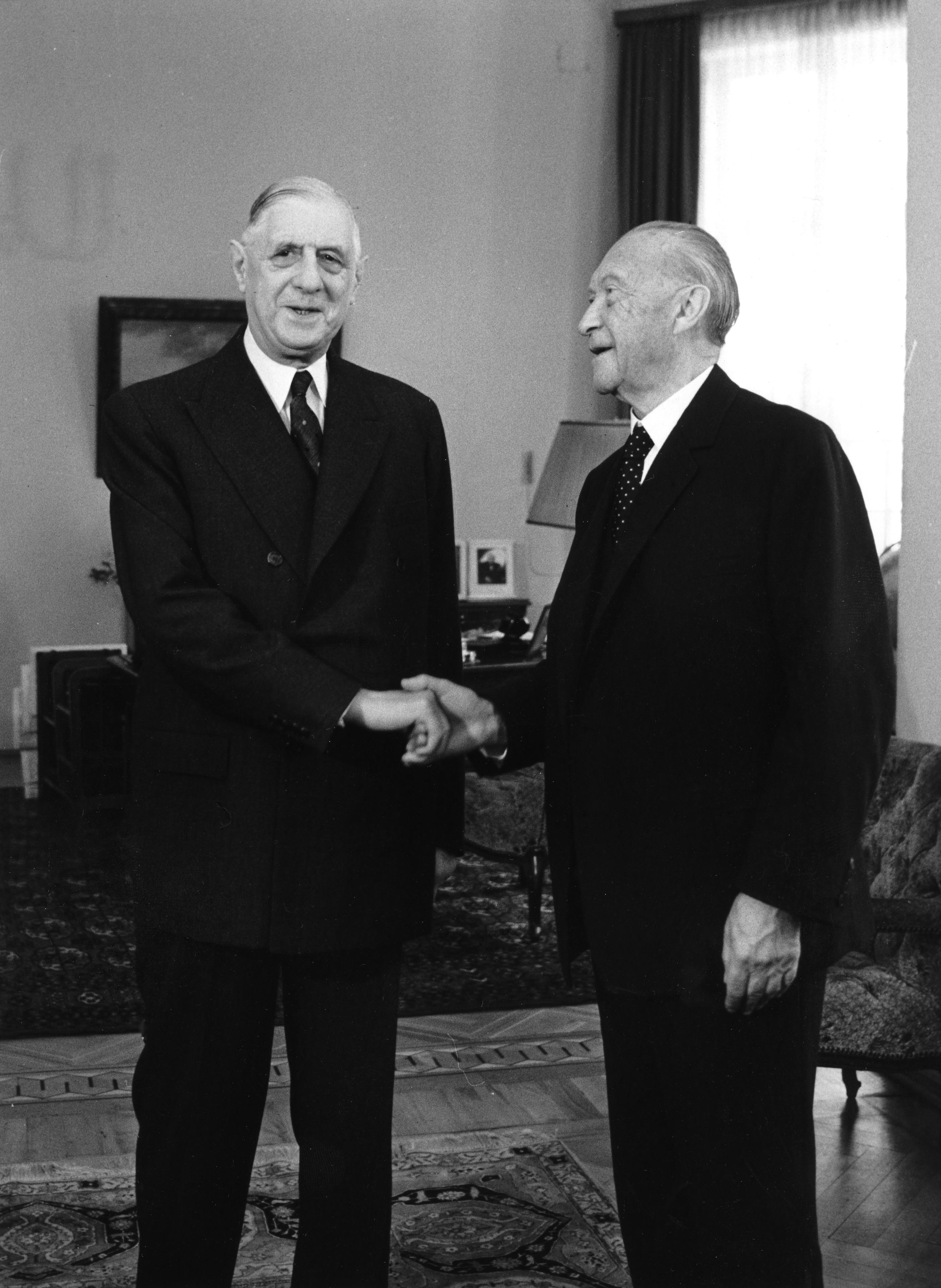
Charles de Gaulle e Konrad Adenauer (1963)
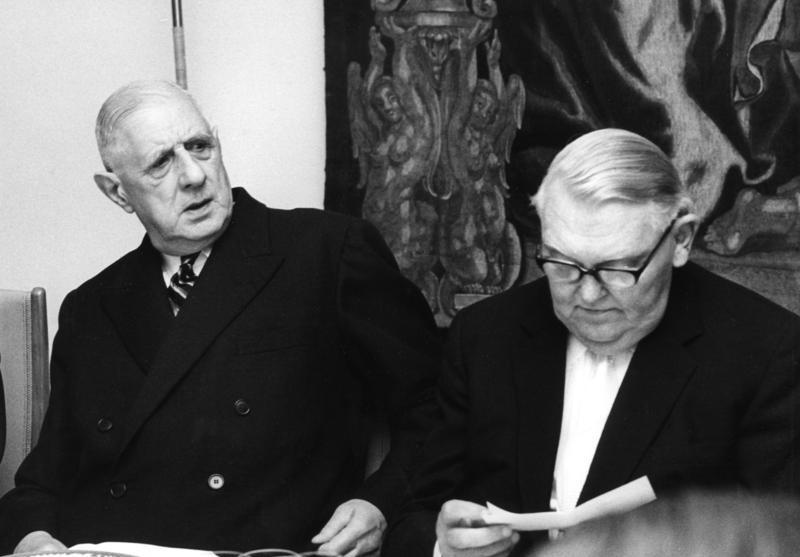
Charles de Gaulle e Ludwig Erhard (1965)
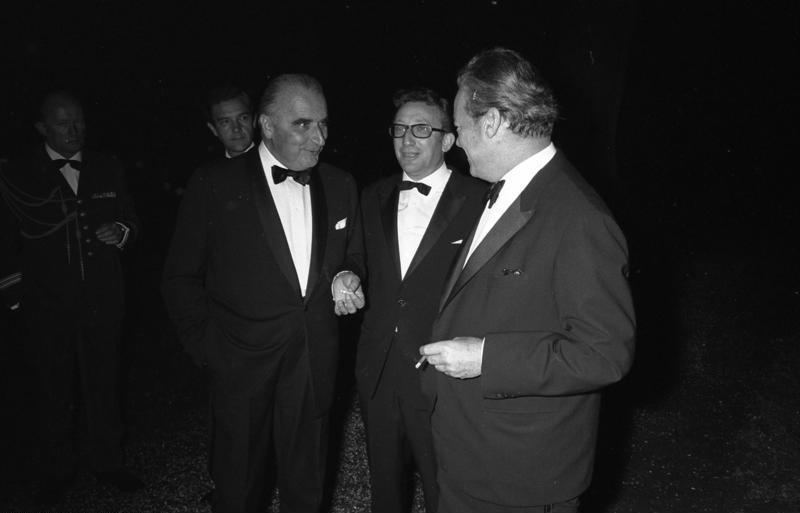
Georges Pompidou e Willy Brandt (1972)
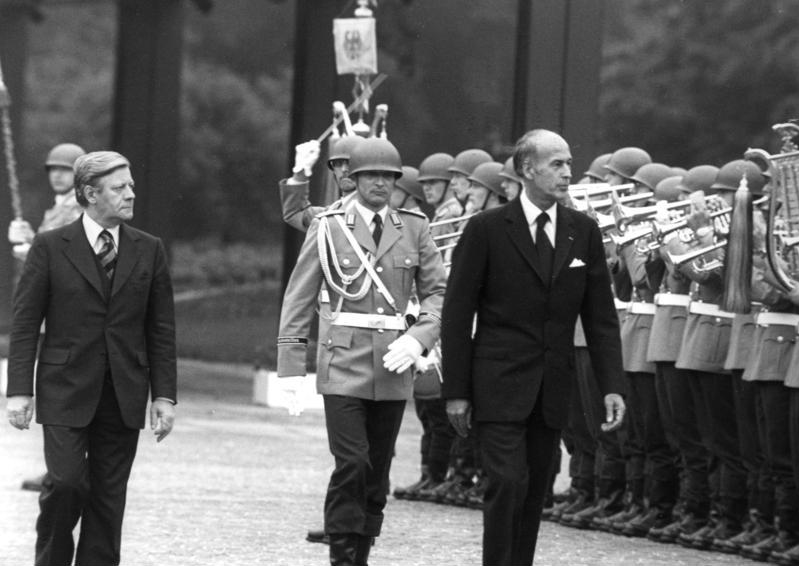
Helmut Schmidt e Valéry Giscard d'Estaing (1977)
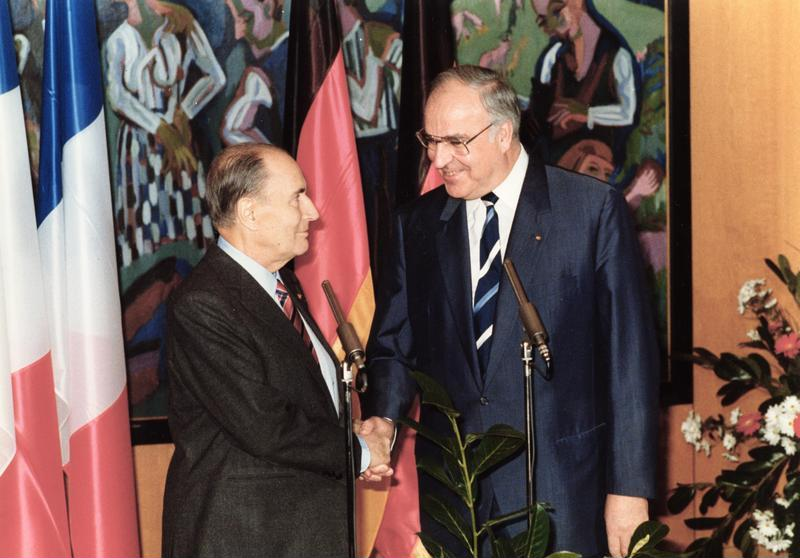
François Mitterrand e Helmut Kohl (1987)
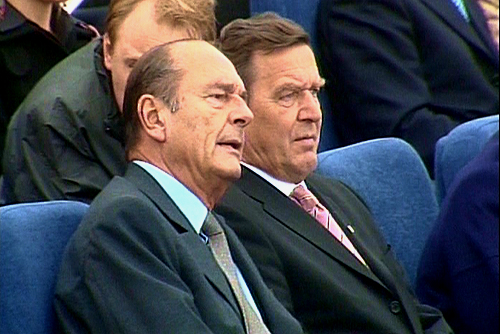
Jacques Chirac e Gerhard Schröder (2003)
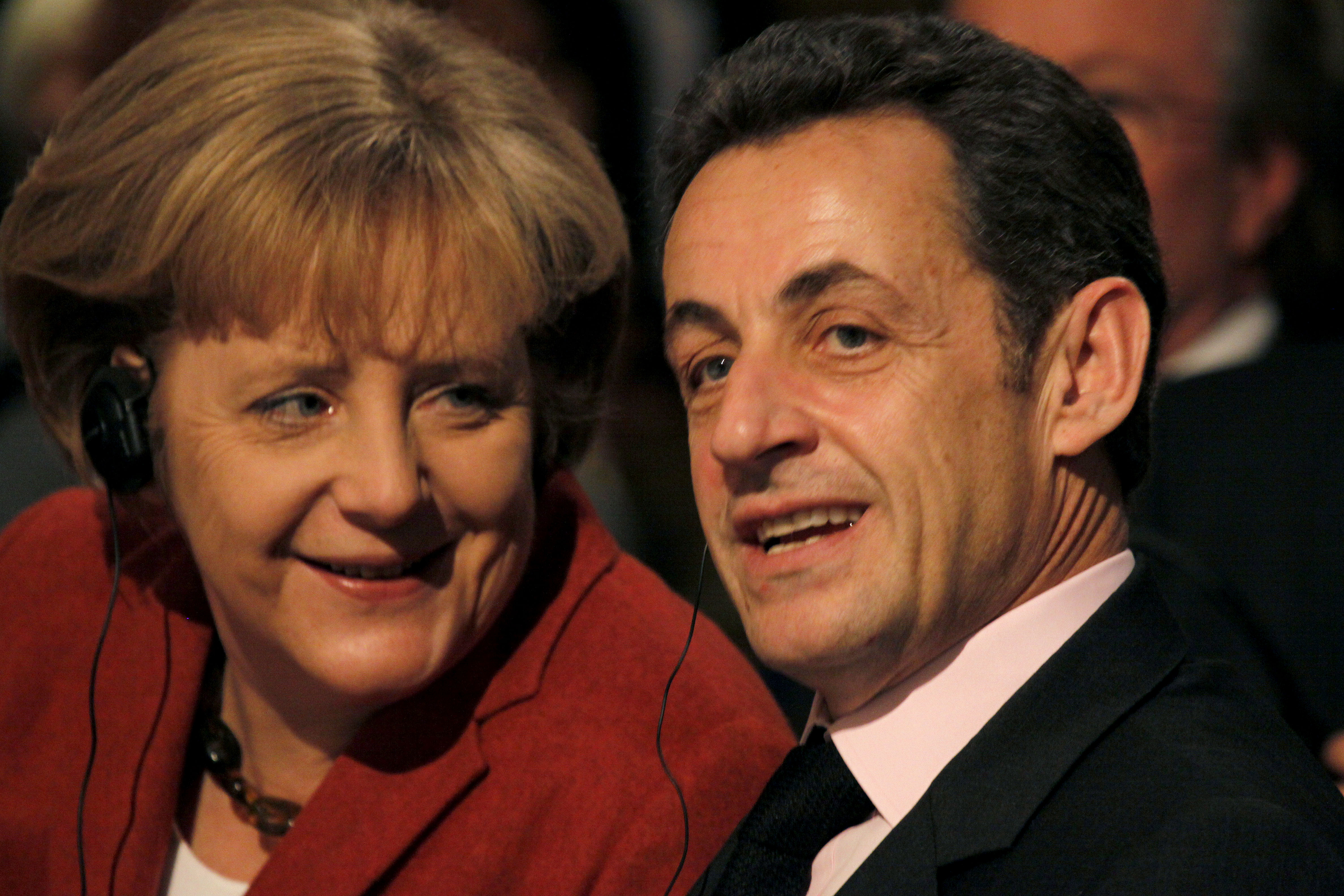
Angela Merkel e Nicolas Sarkozy (2009)
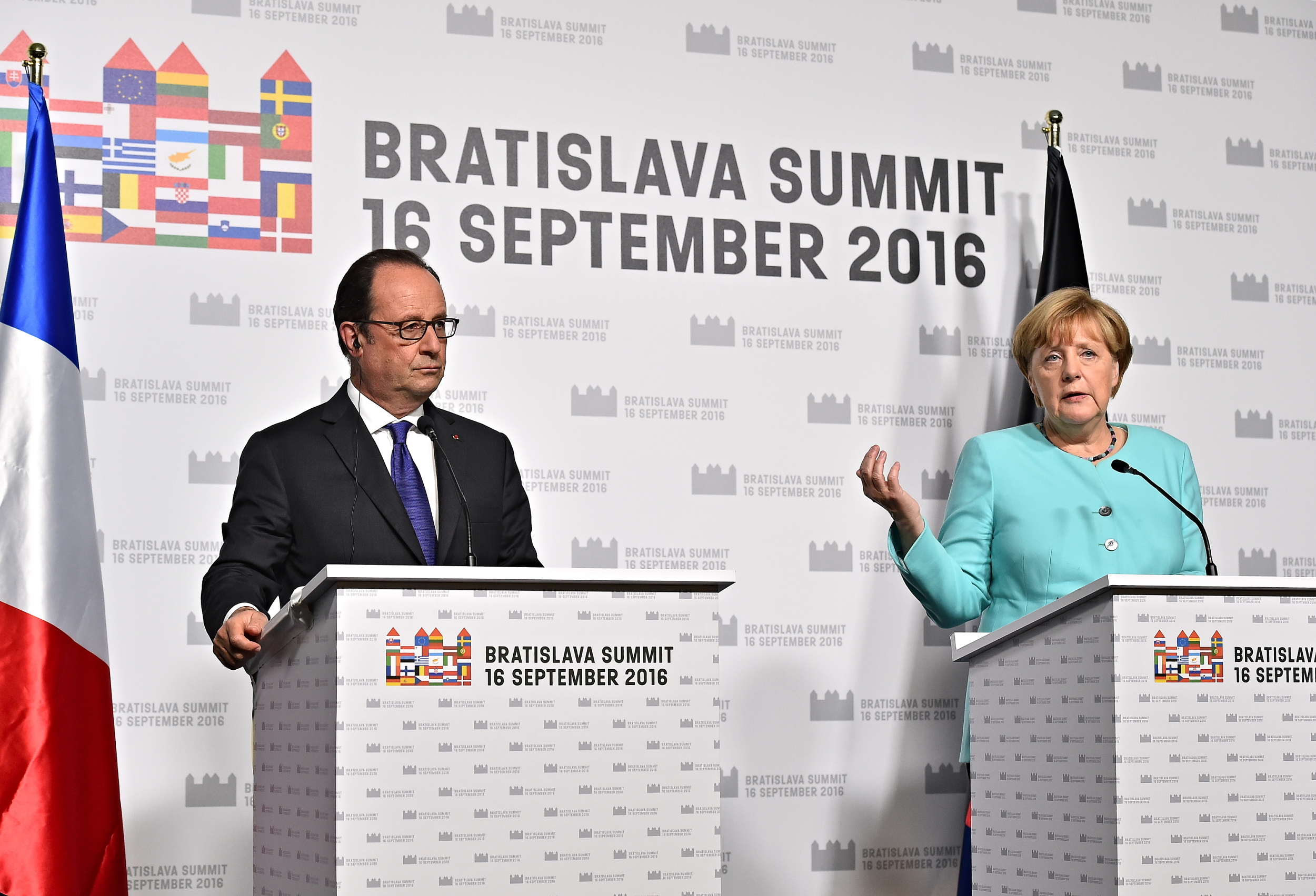
François Hollande e Angela Merkel (2016)
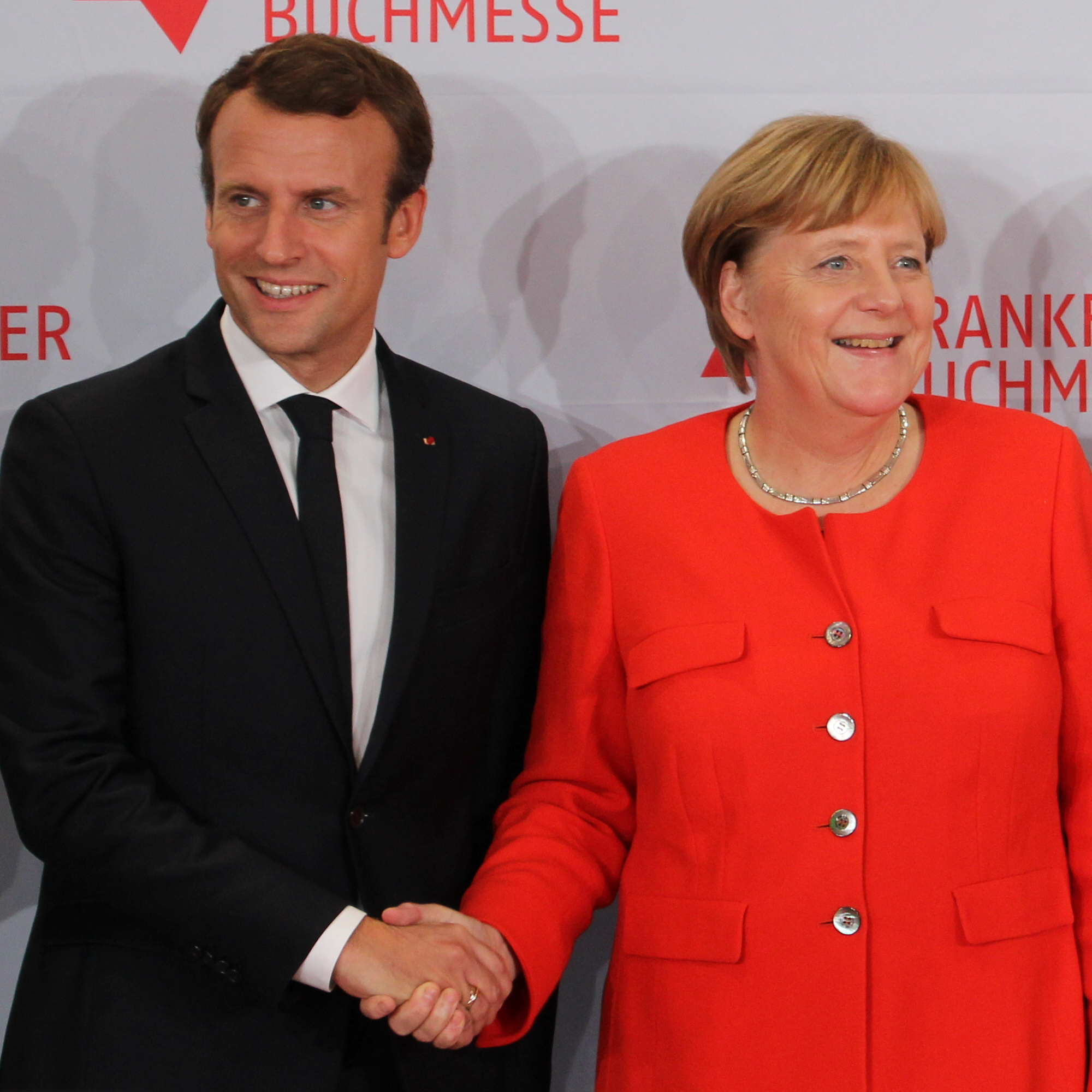
Emmanuel Macron e Angela Merkel (2017)